# Fita AMC
Fita fou una marca catalana de motors, fabricats entre 1953 i 1964 a Figueres (Alt Empordà).
Els Fita es coneixien també com a Fita AMC, ja que eren en realitat els motors francesos AMC fabricats sota llicència, en cilindrades de 74 i 125 cc a dos temps, i 150 i 175 cc a quatre temps. L'empresa en proveïa a diversos fabricants de motocicletes (sobretot a Rieju), tricicles de repartiment, motocarros i microcotxes de l'època.
Entre els seus clients hi havia Evycsa, que en declarar-se en fallida fou absorbida per Fita i donà pas a la nova firma figuerenca MAF.